# Curling aux Jeux olympiques de 1932
Navigation
Chamonix 1924 Calgary 1988
(démonstration)
Le curling est un sport de démonstration aux Jeux olympiques de Lake Placid de 1932. Le tournoi met aux prises sur deux jours des équipes américaines et canadiennes. Les Canadiens s'imposent en plaçant leurs sélections du Manitoba, de l'Ontario et du Québec sur le podium.

## Podium
| Épreuves                   | Or                                                                                | Argent                                                                                | Bronze                                                                             |
| -------------------------- | --------------------------------------------------------------------------------- | ------------------------------------------------------------------------------------- | ---------------------------------------------------------------------------------- |
| Hommes résultats détaillés | Canada (Manitoba) William H. Burns Errick F. Willis Robert B. Pow James L. Bowman | Canada (Ontario) Harvey J. Sims(cap) Russel Hall Archibald Lockhart Frank P. McDonald | Canada (Québec) William Brown (cap) Albert Maclaren John Leonard Howard T. Steward |

## Tournoi
| Pays       | Skip          | Club           | G | P | dif |
| ---------- | ------------- | -------------- | - | - | --- |
| Canada     | William Burns | Manitoba       | 4 | 0 | +26 |
| Canada     | Harvey Sims   | Ontario        | 3 | 1 | +38 |
| Canada     | William Brown | Québec         | 3 | 1 | +11 |
| États-Unis | A Hatfield    | Connecticut    | 2 | 2 | +3  |
| Canada     | E George      | Nouvel-Ontario | 2 | 2 | +5  |
| États-Unis | A Porter      | Massachusetts  | 1 | 3 | -39 |
| États-Unis | J Calder      | New York       | 1 | 3 | -3  |
| États-Unis | Lowton George | Michigan       | 0 | 4 | -41 |

- 1re journée (14 février)
  - Nouvel-Ontario 8:20 New York
  - Québec         14:12 Connecticut
  - Ontario   21:7 Michigan
  - Manitoba  19:10 Massachuset
- 2e journée (14 février)
  - Québec         13:11 New York
  - Nouvel-Ontario 13:18 Connecticut
  - Ontario        22:4 Massachusetts
  - Manitoba      22:12 Michigan
- 3e journée (15 février)
  - Nouvel-Ontario 21:7 Massachusetts
  - Manitoba       15:14 Connecticut
  - Québec         15:6 Michigan
  - Ontario        18:11 New York
- 4e journée (15 février)
  - Ontario        13:14 Connecticut
  - Québec         15:17 Massachusetts
  - Northern Ontario 19:11 Michigan
  - Manitoba       15:9 New York